# Corps astral
 (juillet 2010).
Si vous disposez d'ouvrages ou d'articles de référence ou si vous connaissez des sites web de qualité traitant du thème abordé ici, merci de compléter l'article en donnant les références utiles à sa vérifiabilité et en les liant à la section « Notes et références ».

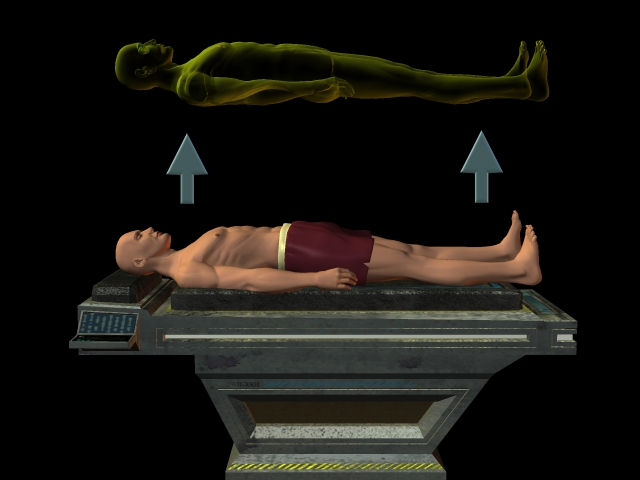
Principe illustré de projection astrale.

Dans le cadre de l'occultisme, on appelle corps astral l'un des sept corps dont les êtres humains sont constitués, superposé notamment au corps physique et au corps éthérique (voir Septénaire). Son nom vient de ce qu'il se compose de forces et de substances empruntées au plan astral. Selon certaines traditions ésotériques, il dispose d'organes suprasensibles nommés différemment, comme les fleurs de lotus ou chakras. Parmi les êtres vivant sur Terre, seuls les humains et les animaux en possèdent un. Uniquement perceptible grâce à la vision clairvoyante ou troisième œil, il est à l'intérieur des êtres vivants (à ne pas confondre avec le corps éthérique qui est à l'extérieur et animé d'une sorte d'aura parcourue de courants colorés et lumineux reflètant l'état psychique).
Synonymes selon Pierre A. Riffard : « âme sensitive » (chez Aristote), « corps-âme » (soul body chez Crookall), « corps de désir » (chez les hindouistes et les théosophistes), « corps émotionnel », evestrum (chez Paracelse), « force neurique » (dans le magnétisme animal), kâma-rupa (en sanskrit, « forme de désir »), première composante du linga-sharîra (« corps-signe »).

## Histoire de la notion
- Dans l'Égypte ancienne, plusieurs égyptologues rapprochent l'âme ("ba") des anciens Égyptiens du corps astral des Occidentaux. Selon Christian Jacq, « l'initié égyptien prend conscience des neuf éléments essentiels de l'être : le corps [djet], image matérielle du grand corps céleste ; le ka, dynamisme créateur ; [l'âme], ba, possibilité d'incarner le divin sur cette terre ; l'Ombre [shut], reflet de la vérité ; l' akh, lumière de l'esprit ; le Cœur [ab], siège de la conscience ; le sekhem, puissance de réalisation ; le Nom [rèn], vérité ultime de toute création ; le sakh, corps spiritualisé. (...) »[3] « Le ba a une totale liberté de mouvement et de déplacement ; il chemine entre ciel et terre, se sépare du corps momifié mais revient périodiquement vers lui, pour lui apporter la lumière qui relie tous les êtres. Le ba, au-delà de la mort, exerce toutes les fonctions : manger, boire, se rafraîchir sous un arbre, copuler, effectuer tous les types de déplacement. »[4] Selon Valéry Sanfo, « nous pouvons considérer le ka comme correspondant au corps doublé éthéré, le ba au corps astral, le chu [sahu] au corps mental supérieur ou corps causal. »[5]
- Origine dans l'hindouisme : les corps subtils. Le corps astral de l'homme serait relié, selon la terminologie théosophiste au linga-sharîra (ou sûkshma-sharîra). L'expression linga-sharîra désigne, en fait, de façon plus générale, le « corps subtil ». Elle est issue des doctrines hindoues, en particulier du Védânta de Shankara (788-820), on la retrouve plus tôt dans les Sâmkhya-Kârikâ au IIe s[6]. La notion de « corps astral » en Occident correspondrait plutôt au kâma-sharîra, « corps de désir », au manomaya-kosha, « enveloppe de pensée », mental inférieur (manas). Ce « corps » est donc caractérisé principalement par le mental dit inférieur (sensations, émotions) et par le désir (souhaits, envies, libido...), mais il concerne aussi les rêves, les défunts, le dédoublement...

« Différent de ce soi qui consiste en l'essence de l'énergie vitale [le prânamaya-kosha, l'enveloppe vitale, le corps éthérique], bien que situé à l'intérieur de l'enveloppe de celui-ci, se trouve un autre soi intérieur qui, lui, est fait de conscience, de matière mentale (manas). Oui, c'est par lui qu'est remplie l'enveloppe d'énergie vitale. Et ce Soi possède également la forme humaine, calquée sur celle de l'enveloppe d'énergie vitale. Les mantra [formules liturgiques] du Yajur-Véda sont bel et bien sa tête ; ceux du Rig-Véda sont son flanc droit ; ceux du Sâma-Véda, son flanc gauche ; la portion des Véda portant le nom de Brâhmana est son tronc ; les mantra “vus” par Atharvangiras, le Rishi [prophète des Véda], sont ses membres inférieurs et son support. » .
- Origine chaldéenne (néo-babylonienne) : la descente et la remontée astrale de l'âme. D'une part, c’est une vieille croyance orientale que les âmes, conçues comme matérielles, portent des vêtements[8]. D'autre part, les Babyloniens (selon W. Bousset), ou plutôt vers 600 av. J.-C. les néo-Babyloniens (selon Franz Cumont), défendent l'idée d'une remontée ou d'une descente planétaires. Les âmes, lors de l'initiation ou à la mort, traversent les sphères célestes et, à chaque passage, elles revêtent, comme une tunique, la vertu de cette sphère ou bien elles perdent ce vêtement. L'ordre babylonien des planètes est : « Jupiter, Vénus, Mercure, Saturne, Mars », et Jupiter et Vénus sont la paire bénéfique, Mercure est ambigu, Saturne et Mars sont les astres terribles (en Grèce : Saturne, Jupiter, Mars, Vénus et Mercure)[9]. On retrouvera cette théorie de la descente de l'âme chez les Mages de Perse, dans les Oracles chaldaïques (vers 170), dans le premier traité du Corpus Hermeticum, chez les gnostiques (Livre du Grand Traité initiatique, ou Les deux livres de Ieou), chez le néoplatonicien Porphyre de Tyr[10], dans le judaïsme (Ascension d'Isaïe, II Énoch), dans le Coran (II, 29), dans les Mystères de Mithra[11].

- Pré-notion chez Platon. « La théorie du corps pneumatique (ou astral) remonte à Platon, soit à des textes où il n'y a rien sur le corps astral, comme Phédon 113 d ; Phèdre, 247 b ; Timée, 41 e, 44 e, 69 c ; soit plutôt à Lois, X, 898 e  sq. »[12] Platon, Lois, X, 898 e  sq. : « Le Soleil, la Lune, les autres astres, l’âme mène la ronde de toutes choses… L’âme qui mène le Soleil… Tout est plein de dieux… » Dans le Timée, Platon déclare qu'un dieu loge chaque âme dans chacune des étoiles fixes (41 e), pas dans les planètes ; les astres sont dieux dans la mesure où ils sont mus d’un mouvement régulier éternel (immortel = divin) et que ce mouvement implique la présence en eux d’une âme raisonnable immortelle (Phèdre, 246 c).

- Rationalisation chez Aristote. Dans son traité De l'âme, (vers 330 av. J.-C.), Aristote distingue quatre grandes fonctions ou facultés (dynameis) ou formes de l'âme (psyché), qui marquent les étapes d'un développement de l'âme. 1) La faculté nutritive, ou « âme nutritive », est la capacité d'assimiler les éléments extérieurs. Elle appartient à tous les vivants, plantes et animaux, qui croissent ; elle est groupée avec la faculté reproductrice, fonction de procréation. 2) La faculté sensitive apparaît chez les seuls animaux, avec les sens (du plus bas au plus haut : le toucher, le goût, l'odorat, l'ouïe, la vue), la perception du plaisir et de la douleur, le désir, puis - pour l'homme - l'imagination et le bon sens (l'homme sent qu'il sent et discrimine les diverses sensations). 3) la faculté motrice, ou appétitive, fait que les animaux les plus parfaits peuvent se mouvoir pour satisfaire leurs besoins. 4) La faculté pensante, la raison, l'intellect (noûs), n'appartient qu'à des êtres « comme l'homme et tout être de cette sorte ou supérieur, s'il en existe » (De l'âme, II, 3, 414 b 18). - L'âme sensitive et l'âme appétitive, souvent groupées en âme faite de sensations, de désirs et mouvements (De l'âme, III, 10, 433 b 10-11), ressemblent assez au corps astral.

- Selon les traités I (Poimandrès) et XII du Corpus Hermeticum (100-300), lors de sa naissance chaque âme revêt le vice de la planète qu'elle traverse, et en sens inverse, à la mort, chaque âme doit, pour son salut, remonter, acquérir la vertu de chaque planète. L'âme, qui n'était qu'intellect (noûs) se charge des propriétés de chaque planète et, dans la région infralunaire, elle s'enveloppe de souffle (pneûma), de sorte qu'elle parvient dans un corps physique. L'ordre suivi est l'ordre chaldéen : Lune (croissance), Mercure (malice), Vénus (désir), Soleil (commandement), Mars (témérité), Jupiter (richesse), Saturne (mensonge)[13]. L'âme astrale s'appelle véhicule (ὄχημα), tunique (χιτών), enveloppement, vêtement (ἔνδυμα).

- Développement chez les néoplatoniciens. Dans les Oracles chaldaïques (vers 170), influencés par le moyen-platonisme, on retrouve la théorie imaginée en Babylonie selon laquelle, dans sa descente du ciel vers la terre, l’âme prend une part de l’éther, du Soleil, de la Lune et de tout ce qui flotte avec l’air, c’est-à-dire des souffles, esprits (pneúmata) [14]. Le néoplatonicien Plotin y fait allusion (Ennéades, IV, 4, 32 ; II, 2, 2). Le philosophe Jamblique (Les Mystères d’Égypte, IV, 13) appelle « souffle » (pneûma, πνεῦμα), véhicule (ochêma, ὄχημα) de l’âme, cet esprit quand il descend du monde intelligible dans le monde sensible. Proclos en traite dans ses Éléments de théologie[15]. Il admet trois constituants dans l’être humain : le corps, le véhicule, l'âme. Synésius a aussi son concept de corps astral[16].

- Marsile Ficin le décrit comme « le médian entre le corps et l'âme », de la nature de l'éther[17]. Le « véhicule de l'âme » (vehiculum animae) est un petit corps très délié et très lumineux, mais pas astral[18] Il est sphérique[19].

- Origine chez Paracelse en 1537. L'expression « corps astral » remonte à Paracelse, qui abuse des synonymes (sidéral, céleste, spirituel, etc.) et des ambiguïtés (astral = invisible, énergique). Paracelse admet, au plus simple, une triade : corps élémentaire, corps astral, esprit. Paracelse en parle de façon irrégulière dans son grand livre de philosophie, La grande astronomie, ou la philosophie des vrais sages, Philosophia Sagax. Clé de tous les mystères du grand et du petit mondes[20]. « L'homme a deux corps : l'un qui lui vient des Éléments, et l'autre qui est issu de la nature sidérale. Lorsque l'homme meurt, le corps élémentaire, avec son esprit, va à la terre, et le corps astral est consumé au firmament », (p. 88). Le corps astral n'est ni matériel comme le corps physique ni immortel comme l'esprit, c'est une puissance invisible, mortelle, une force qui a son origine dans la « lumière naturelle » des choses, l' Astrum (Astre), le Gestirn (Constellation), un "Éther", pas forcément astronomique ou astrologique, un feu subtil. Il adhère au moi, il est fort de pouvoirs naturels mais extraordinaires (agir à distance, opérer magiquement par des images, guérir spirituellement, etc.). « Le corps astral est le moteur du corps élémentaire pour le temps de notre vie terrestre », (p. 179). « Pendant notre sommeil, le corps sidéral opère », (p. 222). Paracelse emploie le mot evestrum pour désigner le corps astral quand il peut se séparer, devenir un double.

- Les spirites (en particulier Allan Kardec, dès 1857, dans Le Livre des Esprits) ont beaucoup fait pour réintroduire la notion de corps astral, surtout à propos des manifestations de défunts. « L’homme a ainsi deux natures : par son corps, il participe de la nature des animaux dont il a les instincts ; par son âme il participe de la nature des Esprits. Le lien ou périsprit qui unit le corps et l’Esprit est une sorte d’enveloppe semi-matérielle. La mort est la destruction de l’enveloppe la plus grossière ; l’Esprit conserve la seconde, qui constitue pour lui un corps éthéré, invisible pour nous dans l’état normal, mais qu’il peut rendre accidentellement visible et même tangible, comme cela a lieu dans le phénomène des apparitions. »

- Développement chez les occultistes (Éliphas Lévi, Papus, etc.) et les spirites. L'expression « corps astral » est utilisée par l'occultiste Stanislas de Guaita dans ses ouvrages. Notamment dans Le Serpent de la Genèse (1891-1897), où il explique que le corps astral est une portion individualisée de la « Lumière astrale », concept provenant également de Paracelse. Papus n'admet qu'une tri-unité :

« Cette théorie admet entre le corps physique et l'anatomie et l'esprit immortel et la psychologie un principe intermédiaire chargé d'assurer les relations des deux extrêmes et qui relève du domaine de la physiologie (...) Les anciens hermétistes nommaient ce principe corps formateur ou corps astral et c'est à lui qu'ils attribuaient cette conservation et cet entretien des formes de l'organisme. Or, je puis dire que l'étude de ce corps astral, que je poursuis depuis bientôt dix ans, m'a permis d'établir une explication très scientifique de ces étranges phénomènes hypnotiques et spirites qui déconcertent tant en ce moment certains professeurs de la Faculté de Paris. » (Notes d'autobiographie spirituelle, in L'Initiation, décembre 1895).
- Syncrétisme chez les théosophes. La Théosophie d'Helena Blavatsky opère un syncrétisme de diverses traditions mystiques et pose un Septénaire humain, dont le corps astral. Voici ce qu'on lit aux articles « Corps astral » et « Linga Sharira » du Glossaire théosophique d'Helena Blavatsky : « Corps astral, ou 'Double' Astral. La contrepartie éthérée ou ombre de l'homme ou de l'animal : le Linga Sharîra, le Doppelgänger. Le lecteur ne doit pas le confondre avec l'âme astrale, un autre nom pour le Manas inférieur, encore appelé kâma-manas, reflet de l'ego supérieur (...) 'Linga Sharira' (sanskrit). Le corps, c'est-à-dire le symbole aérien du corps. Ce terme désigne le Döppelganger ou 'corps astral' de l'homme ou de l'animal. C'est l' 'eidolon' des Grecs, le corps vital et 'prototypal' : le reflet des hommes de chair. Il est né avant le corps et meurt ou se dissipe à la disparition du dernier atome du corps. »[21] En matière de syncrétisme, on ne peut faire mieux. Selon le théosophe Arthur Edward Powell[22], le corps astral interpénètre le corps physique, tout en s'étendant au-delà des limites du corps dans toutes les directions. La portion du corps astral qui dépasse le corps est généralement appelé « aura astrale ». Cette aura forme une sorte de nuage ovoïde multicolore plus ou moins lumineux. La théorie du septénaire des corps selon le théosophisme a été diffusée pour la première fois en 1881 par Allan Octavian Hume : corps physique, corps vital, corps astral, corps de désir, manas inférieur, manas supérieur, esprit[23]. D'autres schémas ont succédé[24].

- Pour l'anthroposophe Rudolf Steiner, le corps astral est perçu par la conscience clairvoyante comme un corps de lumière psycho-spirituelle formant une aura autour du corps matériel. Le corps astral n'est appelé corps que parce qu'il imprègne le corps physique, mais essentiellement il n'a pas de forme car il n'est pas spatial. Le corps astral est le troisième des sept corps de l'entité humaine. Il agit sur les deux premiers qu'il imprègne, à savoir les corps physique et éthérique. Il est parfois aussi nommé corps psychique, corps animique, corps des désirs, corps de sensation, corps de sensibilité, corps de conscience, etc. Il est appelé astral car il intériorise en l'homme les forces psycho-spirituelles des astres ; corps animique, car seuls les êtres vivants animés ont un corps astral, donc les humains et les animaux ; corps des désirs car il est le porteur des affects, instincts, désirs, sentiments, émotions, passions, etc. ; corps de sensibilité, de sensation, ou de conscience, car sa pénétration dans le corps confère à ce dernier la sensibilité, la capacité de ressentir et la conscience de son corps et de son environnement. Dès lors le corps astral permet à l'être de ressentir le plaisir et la souffrance, la joie et la peine, l'amour et la haine, etc. En somme le corps astral rend possible l'existence d'une vie intérieure. De par sa relation aux corps physique et éthérique le corps astral rend la conscience possible. Durant le sommeil, le corps astral se retire en quelque sorte du complexe corporel physico-éthérique, et plus particulièrement du système neuro-sensoriel. Le corps astral doit aussi son nom à ce que durant le sommeil, quand il est hors du corps, il se régénère au contact de la lumière astrale et spirituelle émanant de l'harmonie des sphères planétaires. Durant la veille, le corps astral est plus actif dans le système neuro-sensoriel et permet une vie intérieure consciente. Alors que le corps éthérique vitalise et régénère le corps physique, le corps astral a tendance à le déstructurer, à le détruire. Le corps éthérique répare constamment ce que le corps astral détruit, mais seulement dans une certaine mesure. Quand le corps éthérique est trop affaibli le sommeil devient nécessaire. Le corps astral se retire, ce qui permet au corps éthérique de se régénérer et de pouvoir agir sans entrave pour réparer et revivifier le corps physique. Toute activité du corps astral qui n'est pas compensée par l'action du corps éthérique engendre des maladies. La surexcitation, le surmenage, l'excès de sollicitation du système neuro-sensoriel, les émotions fortes, le stress, l'angoisse, font que le corps astral avec ses processus de déconstruction intervient trop fortement sur le corps physique et le rend malade. L'homme ou l'animal privé de sommeil s'étiole car le corps éthérique ne répare plus le corps physique. Les destructions du corps astral ne sont plus compensées par les actions vitalisantes et régénératrices du corps éthérique. Dormir nous donne la santé. Rester éveillé nous rend malade. Toutefois l'alternance veille sommeil est indispensable, car durant la vie de veille le corps éthérique s'épuise également et a aussi besoin d'être régénéré durant le sommeil. Le corps astral de l'être humain est structuré différemment de celui de l'animal car il est pénétré par le Moi. Les végétaux n'ont pas de corps astral qui leur est propre, l'astral n'y est pas intériorisé[25],[26].

- Les témoignages sur le « voyage astral » ou « voyage hors du corps » (Robert Monroe, 1971 ; Jeanne Guesné, 1978)[27] redonnent à la notion de corps astral une certaine réalité. La notion d'expérience hors-du-corps (Out-of-body experience, OBE) a eu un franc succès.

- L'intérêt pour le corps astral s'est aussi renouvelé après le livre de Raymond Moody sur La Vie après la vie (1974). Il traite des expériences de mort imminente (Near Death Experience) et donc de la sensation, une fois en mort clinique, de flotter dans un espace obscur avec un corps léger ou de rencontrer des parents ou amis défunts dotés d'un corps spirituel.

## Manifestations
Phénomènes et expériences qui, selon les ésotéristes, prouveraient l'existence du corps astral :
1. le sommeil profond. L'existence du corps astral serait attestée par le sommeil profond sans rêve. D'après Rudolf Steiner, « chaque soir, en s'endormant, l'homme sort de son petit univers, de son microcosme, pour entrer dans le grand univers, le macrocosme, et il s'unit à ce macrocosme en y répandant son corps astral et son Je » (Macrocosme et microcosme, p. 29).
2. les expériences d'hypnotisme, de magnétisme animal. Certaines ont été exposées par Alfred Binet et Charles Féré  [28]. Les passes magnétiques, les séances d'hypnose permettraient de séparer le corps astral du corps physique.
3. la bilocation. Quand des saints se trouvent, dit-on, en deux lieux à la fois, il y aurait le corps physique en un lieu, le corps astral en un autre. « Jeanne-Marie Bonomo (de Bassano) relate elle-même des détails de ses voyages. Elle se trouvait, pendant ses extases, transportée dans des lieux éloignés, adressant la parole et donnant des conseils à certaines personnes qui en éprouvaient le besoin et qui attestèrent l'avoir vue et entendue alors que les religieuses de sa congrégation affirment qu'elle n'avait pas quitté sa cellule » (Hélène Renard, Des prodiges et des hommes, 1989, Pocket, p. 231-232).
4. le voyage astral. Lors de l'expérience de décorporation, ou Out-of-Body-Experience, le corps astral se détacherait et vivrait une vie autonome. Voici le témoignage de Mollie Fancher, de New York : « Je tombe en extase, je sors de moi-même, je vais de-ci de-là, et je vois beaucoup de choses. Parfois j'entre dans une maison, je regarde la disposition des pièces, mais je n'aperçois personne. D'autres fois, je vois des gens et rien d'autre. »[29]. Les psychiatres restent en désaccord sur cette interprétation.
5. la transe chamanique. Le chaman déclare d'une part que la maladie est due au fait que le malade a subi une perte de l'âme, d'autre part qu'il va le guérir en sortant lui-même du corps, soit de façon volontaire soit de façon involontaire, et en état de transe soit cataleptique (auquel cas son corps physique est immobile au sol), soit somnambulique (auquel cas il s'agite, danse, chante, mime le voyage, imite un animal).
6. l'enfer. Selon les partisans de la réincarnation, de l'école théosophiste (Helena Blavatsky) ou anthroposophique (Rudolf Steiner), après la mort se produit un moment de purification de l'âme, où les passions sont purgées : alors, le corps astral est nettoyé de ses passions. Omraam Mikhaël Aïvanhov écrit dans L’homme à la conquête de sa destinée (1981), p. 161 : « [Voici, à la mort], les différents corps dont vous devez vous libérer les uns après les autres : d’abord le corps physique, puis, quelque temps après, une semaine ou deux, le corps éthérique ; ensuite le corps astral, et, là, c'est beaucoup plus long, parce que, dans le plan astral, sont entassés les passions, les convoitises, tous les sentiments inférieurs. Et c’est cela l’Enfer : le plan astral, et le plan mental inférieur où l’on doit rester quelque temps pour se purifier. Ensuite vous vous libérez du corps mental, et c’est là que commence le Paradis, avec le premier ciel, le deuxième ciel, le troisième ciel… »
7. les fantômes. Pour Paracelse, « si l'on affirme avoir vu le défunt en personne, ce n'est pas la vérité. Ce qu'on a vu, ce n'était que son corps astral qui, lui aussi, était mort, comme le corps enseveli » (La Grande astronomie, p. 176). Selon les spirites, le corps éthérique qui se désagrège forme un spectre, tandis que le corps astral qui se désagrège forme un fantôme.
8. le foie et les organes sexuels seraient les sièges du corps astral[30], de sorte que leur santé renseignerait sur l'état du corps astral.

## Idées
Satyananda : « Les attributs du corps astral sont trois : enfumé, solide et éclairé » (Kundalinî tantra, Éditions Swam, 2007).
La luminosité et l'ampleur du corps astral dépendent de la qualité et du niveau d'évolution émotionnel, intellectuel et spirituel des individus. La substance du corps astral est constamment en mouvement. Le corps astral permet la sensation et est aussi le véhicule des sentiments, des émotions et des désirs. Pour cette raison, il est souvent appelé kama rupa ou « corps des désirs » ou encore parfois « âme animale » dans les écrits anciens. À chaque affect particulier correspondrait une lumière colorée dans le corps astral (tout comme la perception due à certaines synesthésies entre sons et couleurs). Le corps astral est aussi le siège du plaisir et de la douleur. Les impressions venant de l'environnement matériel agissent d'abord sur le corps physique, sont transmises par la vitalité ou prana au corps astral, qui par son principe karmique transforme l'impression en sensation. On expliquerait ainsi l'absence totale de sensations des individus connaissant des extases, leur corps astral étant détaché (insensibilité des membres physiques exposés à la flamme d'une bougie, aux piqûres d'aiguilles).
Selon Annie Besant, « la connaissance des phénomènes du monde astral nous est transmise par le corps pituitaire » (La vie occulte de l'homme, p. 52).

## Le cordon d'argent
Le « cordon d'argent » ou « corde astrale » désigne un mince câble lumineux, composé de nombreux fils ou filaments, infiniment extensible, reliant le corps physique (l'organisme) au corps éthérique (la force vitale).

## Le voyage astral
Il est possible que ce qu'on appelle « voyage astral », « projection astrale », en anglais out-of-the body experience, se rapporte au corps astral, qui se détacherait du corps physique. Le cofondateur de la Société Théosophique, le colonel Henry Steel Olcott a confié dans son journal intime Old Diary Leaves (1895-1935), qu'il avait expérimenté plusieurs fois des sorties hors du corps. Il fait part de ses observations sur le corps astral, à savoir qu'il peut être dangereux de se dédoubler avec un double trop dense, si ce dernier se trouve exposé à des coups, lacérations, objets contondants. Le corps physique réagirait comme s'il avait été lui-même exposé à ces chocs ou pénétrations. Il a nommé cet effet : « répercussion ». Ce phénomène de répercussion est corroboré par Yram, Hector Durville et Sylvan Muldoon qui expliquent que c'est « le cordon d'argent » qui transmettrait toutes les sensations d'un véhicule à un autre, c'est-à-dire du corps astral au corps physique. Henry Steel Olcott a traduit en anglais un ouvrage français qui parlait de cette possible dissociation et de cette répercussion : Essai sur l'Humanité posthume de A. Assier (1883).
En bouddhisme, le voyage astral (manomaya iddhi, « voyage par un corps fait de mental »,) est un des « pouvoirs magiques » (iddhipada) qui peuvent apparaître chez les méditants très avancés, ou chez les bouddhas. Les suttras du canon pali mentionnent de nombreux cas parmi les disciples du Bouddha, tel Moggallana.